# Beast Mode
Albums par Future
Monster
(2014) 56 Nights
(2015)
Albums par Zaytoven
Drip Gang (avec Cassius Jay)
(2014) OG Zay (avec OG Maco)
(2015)
Singles
1. Just Like Bruddas
Sortie : 10 mars 2015
2. Forever Eva
Sortie : 6 avril 2015
3. Where I Came From
Sortie : 25 avril 2015
4. Peacoat
Sortie : 4 mai 2015
5. Lay Up
Sortie : 1er juin 2015
6. Real Sisters
Sortie : 8 juillet 2015

Beast Mode est la dixième mixtape du rappeur américain Future, réalisé en collaboration avec le producteur d'Atlanta, Zaytoven. Elle est sortie le 15 janvier 2015.

## Historique
Beast Mode est sorti seulement deux mois et demi après Monster, six mois après son 2e album, Honest et deux jours après que Ciara ait sortie I Bet, son premier single depuis sa séparation avec Future. D'après Zaytoven, la mixtape était fini après seulement trois jours.

## Liste des titres
- Tous les sons sont produits par Zaytoven

| 1.    | Oooooh (featuring Young Scooter) | 3:09 |
| 2.    | Lay Up                           | 2:47 |
| 3.    | Aintchu (featuring Juvenile)     | 2:48 |
| 4.    | No Basic                         | 3:06 |
| 5.    | Peacoat                          | 3:01 |
| 6.    | Just Like Bruddas                | 3:51 |
| 7.    | Where I Came From                | 2:40 |
| 8.    | Real Sisters                     | 2:54 |
| 9.    | Forever Eva                      | 3:39 |
| 27:55 |                                  |      |